# Episiphon virginieae
Episiphon virginieae är en blötdjursart som beskrevs av Victor Scarabino 1995. Episiphon virginieae ingår i släktet Episiphon och familjen Gadilinidae. Inga underarter finns listade i Catalogue of Life.